# Randall Casaer
Randall Casaer (1967) is een Belgische tekenaar-schrijver, illustrator en cabaretregisseur. Hij werd bekend door zijn samenwerking met Wim Helsen.
In 1998 won hij het Humorologiefestival met Vrolijk België, het duo dat hij vormde met Wim Helsen.
Vanaf 2000 verscheen hij niet meer zelf op het podium, maar ging verder als regisseur van verschillende cabaretiers, zoals Wim Helsen, Wouter Deprez, Begijn Le Bleu en anderen.
In december 2007 verscheen zijn stripalbum Slaapkoppen bij uitgeverij Oogachtend.
Zijn tekeningen zijn sindsdien regelmatig te zien in de geschreven pers (De Morgen, De Standaard, Humo).
In 2008 werd hij huistekenaar bij de quiz De Slimste Mens ter Wereld van het mediahuis VIER.
Hij bleef daarna aan de slag als regisseur voor cabaretiers als Wim Helsen en Wouter Deprez, maar eveneens als illustrator (onder meer de vader-zoonboeken van Wouter Deprez (uitgeverij De Eenhoorn)) en als tekenaar-auteur van graphic novel en graphic poem.

## Prijzen

### Als cabaretier
1998: Humorologie met Vrolijk België

### Als regisseur
2003: Humo’s Comedy Cup, met Wouter Deprez
2004: Juryprijs Amsterdams Kleinkunstfestival, met Wouter Deprez
2004: Neerlands Hoop, met Wim Helsen
2005: Jury- en publieksprijs Cameretten, met Begijn Lebleu
2008: Jury- en publieksprijs Het Leids Cabaretfestival, met Ter Bescherming van de Jeugd
2009: Poelifinario, met Wim Helsen
2013: Poelifinario, met Wim Helsen

### Als auteur
2008: Blikken Biebel debuutprijs, voor Slaapkoppen
2008: VPRO Debuutprijs, voor Slaapkoppen
2007: Als er lucht is moet ge ademen, uitgeverij BeeDee
2007: Slaapkoppen, uitgeverij Oogachtend - stripverhaal
2008: To Do, uitgeverij Oogachtend
2013: Ik zie u gaarne met een boek, uitgeverij Vrijdag, vormgeving Leen Depooter - graphic poem
2014: De ridder die niet slapen wilde, uitgeverij De Eenhoorn, vormgeving Leen Depooter - kinderboek
2016: Schip vol Honden, uitgeverij Vrijdag, muziek Chris Carlier
2018: Er zit een hond in u, uitgeverij Borgerhoff & Lamberigts - humor

### Als illustrator
2002: Jongens en wetenschap, Sven Speybrouck & Koen Fillet, uitgeverij Globe
2003: Jongens en wetenschap2, Sven Speybrouck & Koen Fillet, uitgeverij Globe
2009: Reizen met dochters, Sam De Graeve, uitgeverij Vrijdag
2010: Gelukkig heeft je moeder twee oren, Wouter Deprez - uitgeverij De Eenhoorn
2011: De hond is een beetje kapot, Wouter Deprez - uitgeverij De Eenhoorn
2011: Kleine Pieter deed open, Paul Verrept - uitgeverij De Eenhoorn
2013: Kies, Wouter Deprez - uitgeverij Lannoo

### Vertalingen

#### Vertalingen vanSlaapkoppen
2009: Les Somnambules. Vertaling door Daniel Cunin, met medewerking van Randall Casaer - uitgeverij Casterman, Paris
2009: Testoline Addormenate - uitgeverij Comma22, Bologna
2010: Sleepyheads. Vertaling door Rhian Heppelstone, met medewerking van Randall Casaer - uitgeverij Blank Slate, London